# Aggersborg
Aggersborg je největší ze zaniklých dánských vikingských prstencových hradů a jedno z největších archeologických nalezišť v Dánsku. Nachází se poblíž Aggersundu na severní straně úžiny Limfjord. Skládá se z kruhového valu obklopeného příkopem. Čtyři hlavní cesty uspořádané do kříže spojují centrum hradu s vnějším prstencem. Silnice byly proraženy pod vnější val, takže kruhová struktura zůstala nedotčena.
Prstencový hrad měl vnitřní průměr 240 metrů. Příkop hluboký přibližně 130 cm se nacházel ve vzdálenosti osmi metrů od valu na jeho vnější straně. Výška zdi je odhadována na čtyři metry. Val byl hlinitý, porostlý vegetací a vyztužený dubovým dřevem. Menší ulice se nacházely ve čtyřech hlavních částech pevnosti.
Současný Aggersborg je rekonstrukcí vytvořenou v 90. letech 20. století a je nižší, než byla původní pevnost.

## Datace
Datace objektu se ukázala jako obtížná, protože na stejném místě se nacházela i vesnice z doby železné. Odhaduje se, že prstencový hrad byl vybudován okolo roku 980 za vlády krále Haralda Modrozuba nebo Svena Vidlí vouse. Do stejné doby bylo datováno pět ze šesti prstencových hradů nalezených v Dánsku. Výstavba byla dokončena během jednoho až dvou let a objekt byl používán pouze po krátkou dobu, odhadem pět až dvacet let.

## Archeologické pozůstatky

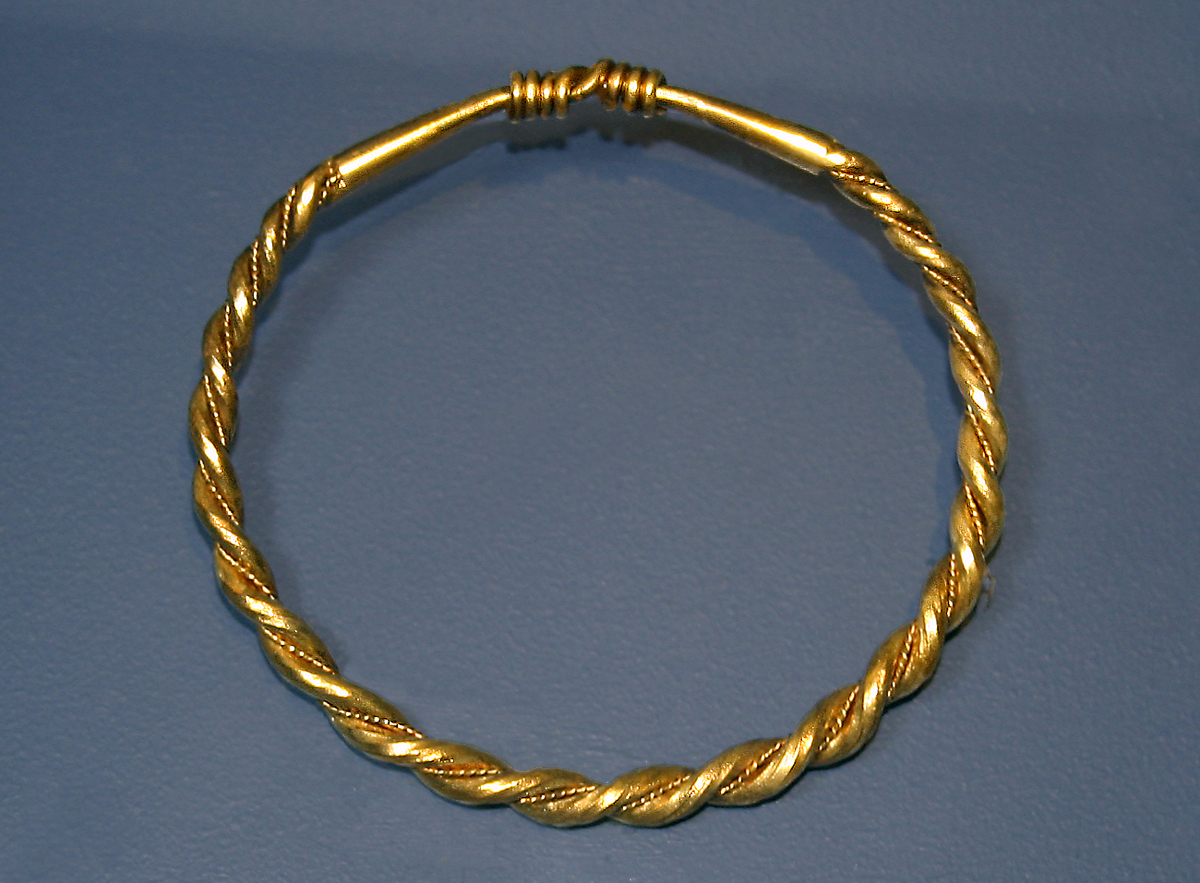
Zlatý náramek nalezený nedaleko Aggersborgu

Archeologové odhadli, že hrad mohl pojmout posádku až pěti tisíc mužů, která obývala 48 dlouhých domů. V každém kvadrantu se nacházelo dvanáct dlouhých domů. Všechny domy byly orientovány ose sever-jih nebo západ-východ. Nedochovaly se žádné zbytky domů, ale je známa pozice jejich zdí. Stěny a střecha byly zakřiveny do tvaru lodi. Domy byly dlouhé 32,5 m a široké 8,5 m. Vnitřní uspořádání tvořila hala dlouhá 19 m s menšími místnostmi na konci. Odhaduje se, že na výstavbu jednoho dlouhého domu bylo potřeba 66 velkých dubů. Podle odhadu na celkovou výstavbu hradu bylo zapotřebí přibližně pět tisíc stromů.
Na lokalitě bylo nalezeno mnoho artefaktů, včetně mnoha importovaných luxusních předmětů. Mezi artefakty patří korálky z horského křišťálu a fragmenty skleněných nádob. Byl zde objeven také poškozený zlatý prsten, jehož replika je vystavena v muzeu v Aggersborgu.
Zvolená poloha pevnosti poskytovala ochranu, zároveň však byla snadno přístupná pro lodě, neboť v době výstavby hradu byly oba konce úžiny Limfjord otevřenými vodními cestami. Odhaduje se, že lodě pro překonání Løgstørgrunde musely být přepravovány po zemi. Aggersborg byl také strategicky umístěn na jedné ze tří starověkých křižovatek Hærvejen (armádních silnic) vedoucích přes Limfjord. Dvě další křižovatky se nacházely severně od Farstrupu a poblíž Lindholm Høje v Aalborgu. Neexistují však žádné údaje o účelu stavby. Hrad mohl být pevností střežící obchodní cesty, nebo jeho primárním účelem byla funkce kasáren a výcvikového tábora v souvislosti s nájezdy Svena Vidlí vouse do Anglie.

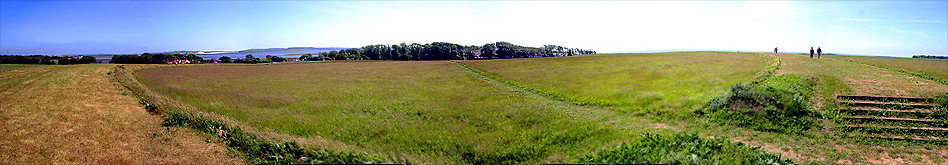
Panoramatický pohled na hrad Aggersborg